# 日本電影學院獎最佳女主角獎
日本電影學院獎最佳女主角獎（日语：日本アカデミー賞最優秀主演女優賞）是由日本電影學院獎頒發的獎項之一，表揚當年度優秀女演員之最高獎項。最終階段最高票者頒發「最優秀主演女優賞」，其他為「優秀主演女優賞」得主。

## 歷屆提名得獎名單

### 1970年代
| 年度           | 演員       | 電影名稱                                           |
| -------------- | ---------- | -------------------------------------------------- |
| 1977年度 第1屆 | 岩下志麻   | 《盲女阿玲》                                       |
| 1977年度 第1屆 | 秋吉久美子 | 《姿三四郎》、《八甲田山》、《宛如其來，宛如風暴》 |
| 1977年度 第1屆 | 岸惠子     | 《惡魔的手毬歌》                                   |
| 1977年度 第1屆 | 倍賞千惠子 | 《寅次郎的故事》、《幸福的黃手絹》                 |
| 1977年度 第1屆 | 山口百惠   | 《霧之旗》、《春琴抄》、《污泥中的純情》           |
| 1978年度 第2屆 | 大竹忍     | 《事件 (大岡昇平)》                                |
| 1978年度 第2屆 | 梶芽衣子   | 《曾根崎情死》                                     |
| 1978年度 第2屆 | 谷直美     | 《薔薇的肉體》                                     |
| 1978年度 第2屆 | 松坂慶子   | 《事件(大岡昇平)》                                 |
| 1978年度 第2屆 | 吉行和子   | 《愛的亡靈》                                       |
| 1979年度 第3屆 | 桃井薰     | 《神給的孩子》、《不再托腮遐思》                   |
| 1979年度 第3屆 | 大竹忍     | 《啊，野麥峠》                                     |
| 1979年度 第3屆 | 高峰秀子   | 《衝動殺人，兒子啊》                               |
| 1979年度 第3屆 | 松坂慶子   | 《信札疑雲》                                       |
| 1979年度 第3屆 | 宮下順子   | 《紅髮女郎》                                       |

### 1980年代
| 年度            | 演員       | 電影名稱                                                                  |
| --------------- | ---------- | ------------------------------------------------------------------------- |
| 1980年度 第4屆  | 倍賞千惠子 | 《遠山的呼喚》、《寅次郎的故事25 寅次郎芙蓉花》                           |
| 1980年度 第4屆  | 大谷直子   | 《流浪者之歌》                                                            |
| 1980年度 第4屆  | 烏丸節子   | 《四季•奈津子》                                                           |
| 1980年度 第4屆  | 松坂慶子   | 《五番町夕霧樓》、《壞東西》                                              |
| 1980年度 第4屆  | 吉永小百合 | 《動亂》                                                                  |
| 1981年度 第5屆  | 松坂慶子   | 《青春之門：自立篇1981》、《寅次郎的故事27 浪花之恋》                     |
| 1981年度 第5屆  | 石田繪里   | 《遠雷》                                                                  |
| 1981年度 第5屆  | 岩下志麻   | 《惡靈島》                                                                |
| 1981年度 第5屆  | 倍賞千惠子 | 《車站》                                                                  |
| 1981年度 第5屆  | 桃井薰     | 《亂世浮生》                                                              |
| 1982年度 第6屆  | 松坂慶子   | 《蒲田行進曲》、《道頓堀川》                                              |
| 1982年度 第6屆  | 石田步     | 《野獸刑事》、《寅次郎的故事29 紫阳花之恋》                               |
| 1982年度 第6屆  | 田中裕子   | 《強暴》                                                                  |
| 1982年度 第6屆  | 夏目雅子   | 《鬼龍院花子的一生》                                                      |
| 1982年度 第6屆  | 桃井薰     | 《疑惑》、《青春之門：自立篇1982年》                                      |
| 1983年度 第7屆  | 小柳留美子 | 《白蛇抄》                                                                |
| 1983年度 第7屆  | 池上季実子 | 《陽暉楼》                                                                |
| 1983年度 第7屆  | 坂本澄子   | 《楢山節考》                                                              |
| 1983年度 第7屆  | 田中裕子   | 《天城山奇案》、《寅次郎的故事30 寅次郎落英缤纷》                         |
| 1983年度 第7屆  | 夏目雅子   | 《魚影之群》、《時代屋之女房》                                            |
| 1984年度 第8屆  | 吉永小百合 | 《阿嫻》、《天國車站》                                                    |
| 1984年度 第8屆  | 夏目雅子   | 《瀨戶男孩的棒球隊》                                                      |
| 1984年度 第8屆  | 藤谷美和子 | 《沖繩小子》、《地平線》                                                  |
| 1984年度 第8屆  | 松坂慶子   | 《胭脂譜》、《上海浮生記》                                                |
| 1984年度 第8屆  | 宮本信子   | 《葬禮》                                                                  |
| 1985年度 第9屆  | 倍賞美津子 | 《活著幹死了算黨宣言》、《戀文》、《朋友啊，安息！》                      |
| 1985年度 第9屆  | 岩下志麻   | 《魔之時刻》、《聖女傳說》、《無餐桌之家》                                |
| 1985年度 第9屆  | 十朱幸代   | 《櫂》、《一片花》                                                        |
| 1985年度 第9屆  | 藥師丸博子 | 《W的悲劇》                                                               |
| 1985年度 第9屆  | 吉永小百合 | 《夢千代日記》                                                            |
| 1986年度 第10屆 | 石田良子   | 《火宅之人》、《時計 Adieu l'Hiver》                                      |
| 1986年度 第10屆 | 淺丘琉璃子 | 《鹿鳴館》                                                                |
| 1986年度 第10屆 | 岩下志麻   | 《極道之妻》、《長槍權三：近松門左衛》                                    |
| 1986年度 第10屆 | 倍賞千惠子 | 《植村直己物語》、《旅路：眾村的樹掛》                                    |
| 1986年度 第10屆 | 松坂慶子   | 《火宅之人》、《遠永的羽季子》                                            |
| 1987年度 第11屆 | 宮本信子   | 《女查稅員》                                                              |
| 1987年度 第11屆 | 齊藤由貴   | 《戀愛青春夢》、《豆豆青春記》                                            |
| 1987年度 第11屆 | 十朱幸代   | 《極道之妻2》、《螢川》、《夜汽車》                                       |
| 1987年度 第11屆 | 三田佳子   | 《不分手的理由》                                                          |
| 1987年度 第11屆 | 吉永小百合 | 《映畫女優》                                                              |
| 1988年度 第12屆 | 吉永小百合 | 《鶴》、《華之亂》                                                        |
| 1988年度 第12屆 | 齊藤由貴   | 《「再見」中的女人》                                                      |
| 1988年度 第12屆 | 松坂慶子   | 《女人的綻放》                                                            |
| 1988年度 第12屆 | 宮本信子   | 《女查稅員2》                                                             |
| 1988年度 第12屆 | 安田成美   | 《豈有此理》                                                              |
| 1989年度 第13屆 | 田中好子   | 《黑之雨》                                                                |
| 1989年度 第13屆 | 古手川祐子 | 《花落的午後》                                                            |
| 1989年度 第13屆 | 十朱幸代   | 《社葬》、《與哈拉斯一起的每一天》                                        |
| 1989年度 第13屆 | 富司純子   | 《情義知多少》                                                            |
| 1989年度 第13屆 | 三田佳子   | 《男人真命苦第40集：寅次郎沙拉纪念日》、《極道之妻3：三代目姊》、《利休》 |

### 1990年代
| 年度            | 演員        | 電影名稱                                     |
| --------------- | ----------- | -------------------------------------------- |
| 1990年度 第14屆 | 松坂慶子    | 《死之棘》                                   |
| 1990年度 第14屆 | 岩下志麻    | 《極道之妻4：最後之戰》、《少年時代》        |
| 1990年度 第14屆 | 佐久間良子  | 《遺產繼承》                                 |
| 1990年度 第14屆 | 牧瀨里穗    | 《鶇》、《歡迎來到東京上空》                 |
| 1990年度 第14屆 | 宮本信子    | 《鴻運女》                                   |
| 1991年度 第15屆 | 北林谷榮    | 《大誘拐》                                   |
| 1991年度 第15屆 | 岩下志麻    | 《新極道之妻》                               |
| 1991年度 第15屆 | 工藤夕貴    | 《戰爭與青春》                               |
| 1991年度 第15屆 | 樋口可南子  | 《陽炎》、《四萬十川》                       |
| 1991年度 第15屆 | 村瀨幸子    | 《八月狂想曲》                               |
| 1992年度 第16屆 | 三田佳子    | 《遙遠的日落》                               |
| 1992年度 第16屆 | 大竹忍      | 《死而無憾》、《復活的早晨》、《夜逃屋本舖》 |
| 1992年度 第16屆 | 南野陽子    | 《寒椿》、《愛的權利》                       |
| 1992年度 第16屆 | 宮本信子    | 《民暴之女》                                 |
| 1992年度 第16屆 | 吉永小百合  | 《外科室》、《天國大罪》                     |
| 1993年度 第17屆 | 和久井映見  | 《虹之橋》                                   |
| 1993年度 第17屆 | 岩下志麻    | 《新極道之妻：覺悟吧》                       |
| 1993年度 第17屆 | 吉永小百合  | 《夢中的女人》                               |
| 1993年度 第17屆 | 露比·莫雷諾 | 《月夜行車》                                 |
| 1993年度 第17屆 | 鷲尾依沙子  | 《我的愛之歌：瀧廉太郎物語》                 |
| 1994年度 第18屆 | 高岡早紀    | 《四谷怪談》                                 |
| 1994年度 第18屆 | 安達祐實    | 《無家可歸的小孩》                           |
| 1994年度 第18屆 | 片瀨梨乃    | 《東雲樓：女之亂》                           |
| 1994年度 第18屆 | 山口智子    | 《居酒屋幽靈》                               |
| 1994年度 第18屆 | 吉永小百合  | 《女人正當年》                               |
| 1995年度 第19屆 | 淺野優子    | 《藏(電影)》                                 |
| 1995年度 第19屆 | 秋吉久美子  | 《深河》                                     |
| 1995年度 第19屆 | 澤口靖子    | 《姬百合之塔》                               |
| 1995年度 第19屆 | 十朱幸代    | 《寫給母親的短信》                           |
| 1995年度 第19屆 | 羽田美智子  | 《非人之戀》                                 |
| 1996年度 第20屆 | 草刈民代    | 《談談情跳跳舞》                             |
| 1996年度 第20屆 | 石田步      | 《學校2》                                    |
| 1996年度 第20屆 | 恰拉        | 《燕尾蝶》                                   |
| 1996年度 第20屆 | 深津繪里    | 《春(電影)》                                 |
| 1996年度 第20屆 | 宮本信子    | 《超市之女》                                 |
| 1997年度 第21屆 | 黑木瞳      | 《失樂園》                                   |
| 1997年度 第21屆 | 清水美沙    | 《鰻魚》                                     |
| 1997年度 第21屆 | 鈴木京香    | 《心情直播不NG》                             |
| 1997年度 第21屆 | 中山美穗    | 《東京日和》                                 |
| 1997年度 第21屆 | 宮本信子    | 《受監護的女人》                             |
| 1998年度 第22屆 | 原田美枝子  | 《愛的祈禱》                                 |
| 1998年度 第22屆 | 大竹忍      | 《學校3》                                    |
| 1998年度 第22屆 | 岸本加世子  | 《花火》                                     |
| 1998年度 第22屆 | 松嶋菜菜子  | 《七夜怪談》                                 |
| 1998年度 第22屆 | 吉永小百合  | 《時雨之記》                                 |
| 1999年度 第23屆 | 大竹忍      | 《鐵道員》                                   |
| 1999年度 第23屆 | 大竹忍      | 《黑暗之家》                                 |
| 1999年度 第23屆 | 鈴木京香    | 《刑法第三十九條》                           |
| 1999年度 第23屆 | 廣末涼子    | 《秘密》                                     |
| 1999年度 第23屆 | 室井滋      | 《正一卡啦騷》                               |

### 2000年代
| 年度            | 演員       | 電影名稱                   |
| --------------- | ---------- | -------------------------- |
| 2000年度 第24屆 | 吉永小百合 | 《長崎漫步曲》             |
| 2000年度 第24屆 | 田中麗奈   | 《初戀》                   |
| 2000年度 第24屆 | 松嶋菜菜子 | 《暴風雪》                 |
| 2000年度 第24屆 | 宮崎美子   | 《黑之雨》                 |
| 2000年度 第24屆 | 森光子     | 《川流不息》               |
| 2001年度 第25屆 | 岸惠子     | 《偷偷的媽》               |
| 2001年度 第25屆 | 小泉今日子 | 《風花》                   |
| 2001年度 第25屆 | 田中裕子   | 《螢火蟲》                 |
| 2001年度 第25屆 | 安田成美   | 《大河的一滴》             |
| 2001年度 第25屆 | 吉永小百合 | 《千年之恋 光源氏物语》    |
| 2002年度 第26屆 | 宮澤理惠   | 《黃昏的清兵衛》           |
| 2002年度 第26屆 | 江角真紀子 | 《命》                     |
| 2002年度 第26屆 | 鈴木京香   | 《真愛銘心》               |
| 2002年度 第26屆 | 原田美枝子 | 《熟女殺人事件》           |
| 2002年度 第26屆 | 樋口可南子 | 《阿彌陀堂訊息》           |
| 2003年度 第27屆 | 寺島忍     | 《赤目四十八瀧心中未遂》   |
| 2003年度 第27屆 | 上戶彩     | 《少女杀手阿墨》           |
| 2003年度 第27屆 | 大竹忍     | 《宛如阿修羅》             |
| 2003年度 第27屆 | 竹內結子   | 《黃泉歸來》               |
| 2003年度 第27屆 | 觀月亞里莎 | 《我的家》                 |
| 2004年度 第28屆 | 鈴木京香   | 《血与骨》                 |
| 2004年度 第28屆 | 竹內結子   | 《藉著雨點說愛你》         |
| 2004年度 第28屆 | 常盤貴子   | 《赤月》                   |
| 2004年度 第28屆 | 深田恭子   | 《下妻物語》               |
| 2004年度 第28屆 | 松隆子     | 《隱劍鬼爪》               |
| 2005年度 第29屆 | 吉永小百合 | 《北之零年》               |
| 2005年度 第29屆 | 木村佳乃   | 《蟬時雨》                 |
| 2005年度 第29屆 | 小雪       | 《永遠的三丁目的夕陽》     |
| 2005年度 第29屆 | 竹內結子   | 《春之雪》                 |
| 2005年度 第29屆 | 中島美嘉   | 《NANA》                   |
| 2006年度 第30屆 | 中谷美紀   | 《令人討厭的松子的一生》   |
| 2006年度 第30屆 | 檀麗       | 《武士的一分》             |
| 2006年度 第30屆 | 長澤雅美   | 《愛與淚相隨》             |
| 2006年度 第30屆 | 樋口可南子 | 《明日的記憶》             |
| 2006年度 第30屆 | 松雪泰子   | 《扶桑花女孩》             |
| 2007年度 第31屆 | 樹木希林   | 《東京鐵塔：我的母親父親》 |
| 2007年度 第31屆 | 寺島忍     | 《愛的流刑地》             |
| 2007年度 第31屆 | 中谷美紀   | 《自虐之詩》               |
| 2007年度 第31屆 | 仲间由纪惠 | 《大奧》                   |
| 2007年度 第31屆 | 宮澤理惠   | 《來自獵戶座電影院的邀請》 |
| 2008年度 第32屆 | 木村多江   | 《幸福的彼端》             |
| 2008年度 第32屆 | 仲間由紀惠 | 《我想成為貝殼》           |
| 2008年度 第32屆 | 廣末涼子   | 《送行者：禮儀師的樂章》   |
| 2008年度 第32屆 | 吉永小百合 | 《母親》                   |
| 2008年度 第32屆 | 吉永小百合 | 《虚幻的邪马台国》         |
| 2009年度 第33屆 | 松隆子     | 《櫻之桃與蒲公英》         |
| 2009年度 第33屆 | 綾瀨遙     | 《巨乳排球》               |
| 2009年度 第33屆 | 廣末涼子   | 《零的焦點》               |
| 2009年度 第33屆 | 裴斗娜     | 《空氣人形》               |
| 2009年度 第33屆 | 宮崎葵     | 《少年手指虎》             |

### 2010年代
| 年度            | 演員       | 電影名稱                          |
| --------------- | ---------- | --------------------------------- |
| 2010年度 第34屆 | 深津繪里   | 《惡人》                          |
| 2010年度 第34屆 | 寺島忍     | 《慾虫》                          |
| 2010年度 第34屆 | 松隆子     | 《告白》                          |
| 2010年度 第34屆 | 藥師丸博子 | 《愛妻家》                        |
| 2010年度 第34屆 | 吉永小百合 | 《春之櫻：吟子和她的弟弟》        |
| 2011年度 第35屆 | 井上真央   | 《第八日的蟬》                    |
| 2011年度 第35屆 | 長澤雅美   | 《草食男之桃花期》                |
| 2011年度 第35屆 | 中谷美紀   | 《阪急電車》                      |
| 2011年度 第35屆 | 深津繪里   | 《鬼壓床了沒》                    |
| 2011年度 第35屆 | 宮崎葵     | 《阿娜答得了憂鬱症》              |
| 2012年度 第36屆 | 樹木希林   | 《我的母親手記》                  |
| 2012年度 第36屆 | 草刈民代   | 《臨終信托》                      |
| 2012年度 第36屆 | 澤尻英龍華 | 《惡女羅曼死》                    |
| 2012年度 第36屆 | 松隆子     | 《賣夢二人組》                    |
| 2012年度 第36屆 | 吉永小百合 | 《北方的金絲雀》                  |
| 2013年度 第37屆 | 真木陽子   | 《再見溪谷》                      |
| 2013年度 第37屆 | 上戸彩     | 《武士的菜單》                    |
| 2013年度 第37屆 | 尾野真千子 | 《誰調換了我的父親》              |
| 2013年度 第37屆 | 宮崎葵     | 《啟航吧！編舟計畫》              |
| 2013年度 第37屆 | 吉行和子   | 《東京家族》                      |
| 2014年度 第38屆 | 宮澤理惠   | 《紙之月》                        |
| 2014年度 第38屆 | 安藤櫻     | 《0.5mm》                         |
| 2014年度 第38屆 | 池脇千鶴   | 《陽光只在這裡燦爛》              |
| 2014年度 第38屆 | 井上真央   | 《白雪公主殺人事件》              |
| 2014年度 第38屆 | 二階堂富美 | 《我的男人》                      |
| 2014年度 第38屆 | 吉永小百合 | 《不思議的海峽咖啡屋》            |
| 2015年度 第39屆 | 安藤樱     | 《百元之戀》                      |
| 2015年度 第39屆 | 绫濑遥     | 《海街日記》                      |
| 2015年度 第39屆 | 有村架純   | 《墊底辣妹》                      |
| 2015年度 第39屆 | 樹木希林   | 《戀戀銅鑼燒》                    |
| 2015年度 第39屆 | 吉永小百合 | 《若與母親同住》                  |
| 2016年度 第40屆 | 宮澤理惠   | 《滚烫的爱》                      |
| 2016年度 第40屆 | 大竹忍     | 《後妻業之女》                    |
| 2016年度 第40屆 | 黑木華     | 《被遺忘的新娘》                  |
| 2016年度 第40屆 | 廣瀨鈴     | 《花牌情緣》                      |
| 2016年度 第40屆 | 宮崎葵     | 《怒》                            |
| 2017年度 第41屆 | 蒼井優     | 《她不知道那些鳥的名字》          |
| 2017年度 第41屆 | 新垣結衣   | 《乒乓情人夢》                    |
| 2017年度 第41屆 | 土屋太鳳   | 《跨越8年的新娘》                 |
| 2017年度 第41屆 | 長澤雅美   | 《散步的侵略者》                  |
| 2017年度 第41屆 | 吉高由里子 | 《百合心》                        |
| 2018年度 第42屆 | 安藤樱     | 《小偷家族》                      |
| 2018年度 第42屆 | 黑木華     | 《日日是好日》                    |
| 2018年度 第42屆 | 篠原涼子   | 《人漁沉睡之家》                  |
| 2018年度 第42屆 | 松岡茉優   | 《被愛妄想症》                    |
| 2018年度 第42屆 | 吉永小百合 | 《北之櫻守》                      |
| 2019年度 第43屆 | 沈恩敬     | 《新聞記者》                      |
| 2019年度 第43屆 | 宮澤理惠   | 《人間失格：太宰治與他的3個女人》 |
| 2019年度 第43屆 | 吉永小百合 | 《玩美人生》                      |
| 2019年度 第43屆 | 二階堂富美 | 《飛翔吧！埼玉》                  |
| 2019年度 第43屆 | 松岡茉優   | 《蜜蜂與遠雷》                    |

### 2020年代
| 年度            | 演員                         | 電影名稱 |
| --------------- | ---------------------------- | -------- |
| 2020年度 第44屆 |                              |          |
| 長澤雅美        | 《母子逆緣》                 |          |
| 小松菜奈        | 《糸》                       |          |
| 永作博美        | 《晨曦將至》                 |          |
| 長澤雅美        | 《信用詐欺師JP：公主篇》     |          |
| 倍賞千惠子      | 《男人真命苦歡迎回來寅先生》 |          |
| 廣瀨鈴          | 《靠北少女》                 |          |
| 2021年度 第45屆 |                              |          |
| 有村架純        | 《花束般的戀愛》             |          |
| 天海祐希        | 《養老金都沒了啦！》         |          |
| 永野芽郁        | 《接棒家族》                 |          |
| 松岡茉優        | 《錯視畫的利牙》             |          |
| 吉永小百合      | 《生命停車場》               |          |
| 2022年度 第46屆 |                              |          |
| 岸井雪乃        | 《惠子的凝視》               |          |
| 能年玲奈        | 《魚之子》                   |          |
| 倍賞千惠子      | 《七五計劃》                 |          |
| 廣瀨鈴          | 《流浪之月》                 |          |
| 吉岡里帆        | 《霸權動畫》                 |          |
| 2023年度 第47屆 |                              |          |
| 安藤櫻          | 《怪物》                     |          |
| 綾瀨遙          | 《左輪百合》                 |          |
| 杉咲花          | 《市子》                     |          |
| 濱邊美波        | 《哥吉拉-1.0》               |          |
| 吉永小百合      | 《日安，我的母親》           |          |
| 2024年度 第48屆 |                              |          |
| 河合優實        | 《那個女孩》                 |          |
| 石原聰美        | 《我的女兒不見了》           |          |
| 上白石萌音      | 《長夜盡頭的微光》           |          |
| 草笛光子        | 《90歲。有什麼可喜可賀的》   |          |
| 滿島光          | 《LAST MILE：全面引爆》      |          |

## 女主角獲獎提名數統計(獲得三次提名以上)
| 女演員     | 提名數(含獲獎) | 獲獎數 |
| ---------- | -------------- | ------ |
| 岩下志麻   | 07             | 01     |
| 倍賞千惠子 | 06             | 01     |
| 大竹忍     | 08             | 02     |
| 松坂慶子   | 09             | 03     |
| 桃井薰     | 03             | 01     |
| 吉永小百合 | 20             | 04     |
| 十朱幸代   | 04             | 0      |
| 宮本信子   | 07             | 01     |
| 三田佳子   | 03             | 01     |
| 樋口可南子 | 03             | 0      |
| 鈴木京香   | 04             | 01     |
| 廣末涼子   | 03             | 0      |
| 田中裕子   | 03             | 0      |
| 夏目雅子   | 03             | 0      |
| 深津繪里   | 03             | 01     |
| 寺島忍     | 03             | 01     |
| 竹內結子   | 03             | 0      |
| 松隆子     | 04             | 01     |
| 中谷美紀   | 03             | 01     |
| 宮崎葵     | 04             | 0      |
| 宮澤理惠   | 05             | 03     |
| 樹木希林   | 03             | 02     |
| 安藤櫻     | 03             | 02     |
| 長澤雅美   | 05             | 01     |
| 松岡茉優   | 03             | 0      |
| 廣瀨鈴     | 03             | 0      |

## 外部連結
- （日語）歷年主演女優賞 （页面存档备份，存于）